# Jean-Jacques Robson
Jan Jacques Robson o Jean-Jacques Robson (Dendermonde, Flandes Oriental, 4 de desembre, 1723 - Tienen, Brabant Flamenc, 24 d'octubre, 1785), fou un compositor i organista flamenc d'origen anglès.
Va cantar a l'"Onze Lieve Vrouwkerk" a Dendermonde cap al 1734 i el 1749 es va convertir en director de cor del col·legi "Germanuskerk" a Tienen, càrrec que va ocupar fins a 1783. Les llistes de subscripcions adjuntes a diverses de les seves obres indiquen que va ocupar un càrrec important en la vida musical del seu temps. El 1772, amb François Krafft i Ignaz Vitzthumb, van servir en un jurat d'adjudicadors establerts per ocupar el càrrec d'organista de St Rombout i campaner de la ciutat de Mechelen. Se sap que va escriure peces de campana per a aquesta competició, però encara no s'ha descobert cap. Gregoir, que considerava Robson un dels majors organistes del període, va afirmar que tenia en possessió més de 200 composicions del seu orgue, però la seva única obra existent coneguda per l'orgue és una col·lecció de peces per a clave, dos violins, viola i violoncel i una sèrie, no impresa, de preludis per a orgue.